# Édouard Cissé
Édouard Cissé (Pau, Francia, 30 de marzo de 1978) es un exfutbolista francés de origen senegalés. Jugaba de volante y su primer equipo fue Pau FC. Se retiró en el AJ Auxerre en 2012.

## Selección nacional
Ha sido internacional con la Selección de fútbol de Francia Sub-21.

## Clubes
| Club                  | País       | Año       |
| --------------------- | ---------- | --------- |
| Pau FC                | Francia    | 1996-1997 |
| Paris Saint-Germain   | Francia    | 1997-1998 |
| Stade Rennes          | Francia    | 1998-1999 |
| Paris Saint-Germain   | Francia    | 1999-2002 |
| West Ham United       | Inglaterra | 2002-2003 |
| AS Mónaco             | Francia    | 2003-2004 |
| Paris Saint-Germain   | Francia    | 2004-2007 |
| Beşiktaş JK           | Turquía    | 2007-2009 |
| Olympique de Marsella | Francia    | 2009-2011 |
| AJ Auxerre            | Francia    | 2011-2012 |

## Palmarés

### Campeonatos nacionales
| Título                   | Club                  | País    | Año  |
| ------------------------ | --------------------- | ------- | ---- |
| Copa de la Liga Francesa | Paris Saint-Germain   | Francia | 1998 |
| Copa de Francia          | Paris Saint-Germain   | Francia | 2006 |
| Superliga de Turquía     | Beşiktaş JK           | Turquía | 2009 |
| Copa de Turquía          | Beşiktaş JK           | Turquía | 2009 |
| Copa de la Liga Francesa | Olympique de Marsella | Francia | 2010 |
| Ligue 1                  | Olympique de Marsella | Francia | 2010 |